# Phenix Kühnert
Phenix Kühnert (* 1995 in Lübeck) ist eine deutsche Autorin, Schauspielerin und Trans-Aktivistin. Seit 2018 betreibt sie den Podcast Freitagabend. 2022 erschien ihr erstes Buch Eine Frau ist eine Frau ist eine Frau im Haymon Verlag.

## Leben
Kühnert ist in Lübeck geboren und aufgewachsen. Nach ihrem Abitur zog sie mit 18 Jahren nach Berlin. Dort arbeitete sie zunächst in einer PR-Agentur.
Kühnert erklärte ihren Eltern schon im Kindesalter, dass sie sich wie ein Mädchen fühlt. Sie outet sich zunächst als schwuler Mann. 2018 merkt Kühnert, dass ihr Geburtsname nicht zu ihr passt und beginnt daraufhin mit einer therapeutischen Beratung und Hormonbehandlung. Ihren Namen „Phenix“ erhält sie, eigenen Erzählungen zufolge, von einem Döner-Verkäufer am Kottbusser-Tor.
In einem Gespräch mit Der Standard spricht Kühnert über Themen rund um die Angleichung, wie Psychotherapie und die Suche nach Ärzten. Auch das Selbstbestimmungsgesetz der Ampelkoalition und Erfahrungen mit Transfeindlichkeit werden zu Gesprächsthemen. In dem Podcast Hotel Matze erzählt Kühnert von Hormontherapie und teilt Erfahrungen aus dem Dating-Leben als Trans*-Person. Auch in ihrem 2022 veröffentlichten Buch Eine Frau ist eine Frau ist eine Frau schafft Kühnert Repräsentation für Themen rund um ihre Geschlechtsidentität als Trans-Frau. 2023 erscheint die Terra Xplore Reportage Trans sein ist kein Trend!, in welcher Leon Windscheid Kühnert unter anderem Fragen zu Identität und Rollenbildern stellt.
Neben ihrem öffentlichen Social Media Auftritt auf Plattformen wie Instagram, wo sie derzeit 60.000 Follower verzeichnen kann (Stand: Mai 2025), spielt Kühnert auch als Schauspielerin verschiedene Rollen im deutschsprachigen Fernsehen. So ist sie 2023 als eine der ersten Trans*-Frauen Teil des Münchener Tatort „Königinnen“ und spielt eine Rolle in der ZDF Krimireihe Katharina Tempel.
2023 wir Kühnert von Glamour Germany im Rahmen des „Woman of the Year“-Awards als Gamechanger ausgezeichnet.

## Aktivismus
Kühnert setzt sich öffentlich für Trans-Rechte ein. In Reportagen, Podcasts und Interviews, wie auch in ihrem Social Media Content, schafft sie Repräsentation für Themen rund um Geschlechtsdiversität. Ebenfalls hält sie Vorträge an Universitäten und in Unternehmen.
2020 nahm ZEIT Campus Kühnert in die „30 unter 30“ jungen Menschen, welche aktivistisch die Welt verbessern, auf. Auch das Focus Magazin wählt Kühnert zu einer der „100 Frauen des Jahres“ für ihren Aktivismus als Trans-Frau.

## Filmografie
- 2023: Tatort: Königinnen (Fernsehreihe)
- 2023: Der Schatten – Wunderland (Fernsehserie)
- 2024: Katharina Tempel (Fernsehreihe)
- 2025: Crystal Wall (Fernsehserie)

## Publikationen
- Eine Frau ist eine Frau ist eine Frau. Haymon Verlag 2022, ISBN 978-3-7099-3967-3.